# تارانی
تارانی (به مجاری:  Tarany) یک منطقهٔ مسکونی در مجارستان است که در ناحیه نادی‌آتاد واقع شده‌است. تارانی ۵۴٫۶۸ کیلومتر مربع مساحت و ۱٬۱۵۵ نفر جمعیت دارد.